# Geoffrey Lewis
Geoffrey Bond Lewis (Plainfield, New Jersey, 1935. július 31. – Woodland Hills, Kalifornia, 2015. április 7.) amerikai színész.
Színészi pályafutásának első felében, különösen az 1970-es és 1980-as években nagyrészt westernfilmekben tűnt fel – Fennsíkok csavargója (1973), Nevem: Senki (1973), Villám és Fürgeláb (1974), Éjfél a jó és rossz kertjében (1997). Később egyéb, változatos műfajokban (akciófilmek, vígjátékok, kalandfilmek) is kipróbálta magát, gyakran negatív szereplőként.
Televíziós sorozatokban is aktív volt, a Flo című szituációs komédiában nyújtott alakításért Golden Globe-díjra jelölték.

## Fiatalkora
Plainfieldben, New Jerseyben született, de fiatalkora nagy részét a kaliforniai Wrightwoodban töltötte. A Victorville High School-ban érettségizett, ezután a San Bernardino Valley College-ben két évig színészetet tanult. Később a New York-i Neighborhood Playhouse drámaiskolában vett színi órákat. Off-Broadway darabokban és Massachusettsben helyi színházakban játszott, az 1960-as években tette próbára először tehetségét Hollywoodban.

## Színészi pályafutása
Főként az 1970-es és 1980-as években több alkalommal dolgozott együtt a színész-rendező Clint Eastwooddal – olyan filmekben, mint a Fennsíkok csavargója (1973), a Villám és Fürgeláb (1974), a Mindenáron vesztes (1978), a Bronco Billy (1980), a Bármi áron (1980), a Rózsaszín Cadillac (1989) és az Éjfél a jó és a rossz kertjében (1997). Eastwood szerint „Neki volt a legkifejezőbb arca. Csodálatos színész volt remek arckifejezésekkel, amelyek miatt oly szórakoztató volt együtt dolgozni vele.”
A fentiek mellett televíziós szerepeket is vállalt, többek között feltűnt a Bonanza, a Gunsmoke, a Mission: Impossible, az Egy úr az űrből, a Lou Grant, a Magnum, a Gyilkos sorok, az X-akták és az Esküdt ellenségek: Bűnös szándék epizódjaiban. A Flo című, 1980-as évekbeli szituációs komédiában való szerepléséért Golden Globe-díjra jelölték.
További filmjei közé tartozik A nagy Waldo Pepper (1975), A mennyország kapuja (1980), A fűnyíró ember (1992), Az arc nélküli ember (1993), a Maverick (1994), a Kapj el, ha tudsz (2002) és a San Fernando völgye (2005).

## Magánélete
A színész a szcientológia lelkes követője volt, szakmai sikereit is a szcientológiai egyháznak tulajdonította.
Lewis háromszor házasodott meg és összesen tíz gyermeke (valamint kilenc unokája) született. Gyermekei közé tartozik az Oscar-díjra jelölt színésznő, Juliette Lewis. A 2000-es Hullahegyek, fenegyerek című filmben Juliette közösen szerepel apjával.

## Halála
2015. április 7-én, 79 évesen hunyt el Woodland Hills-i (Los Angeles) lakhelyén, halálát szívroham okozta.

## Válogatott filmográfia

### Film
| Év     | Magyar cím                                | Eredeti cím                             | Szerep                           | Magyar hang       |
| ------ | ----------------------------------------- | --------------------------------------- | -------------------------------- | ----------------- |
| 1963   |                                           | The Fat Black Pussycat                  | férfi a parkban                  |                   |
| 1971   |                                           | The Todd Killings                       | Mr. Carpenter fia                |                   |
| 1971   |                                           | Welcome Home, Soldier Boys              | Francis Rapture, moteltulajdonos |                   |
| 1972   | Tűzkeresztség                             | The Culpepper Cattle Co.                | Russ                             | Barbinek Péter    |
| 1972   | Vadnyugati kalandorok                     | Bad Company                             | Hobbs                            |                   |
| \|1973 | Fennsíkok csavargója                      | High Plains Drifter                     | Stacey Bridges                   | Mihályi Győző     |
| \|1973 | Fennsíkok csavargója                      | High Plains Drifter                     | Stacey Bridges                   | Sörös Sándor      |
| \|1973 | Dillinger                                 | Dillinger                               | Harry Pierpont                   | Papp János        |
| \|1973 | Dillinger                                 | Dillinger                               | Harry Pierpont                   | Berzsenyi Zoltán  |
| \|1973 | Nevem: Senki                              | My Name is Nobody                       | Vadak Bandájának vezetője        | Kránitz Lajos     |
| \|1973 | Nevem: Senki                              | My Name is Nobody                       | Vadak Bandájának vezetője        | Bicskey Lukács    |
| 1974   | Villám és Fürgeláb                        | Thunderbolt and Lightfoot               | Eddie Goody                      | Rosta Sándor      |
| 1974   |                                           | Macon County Line                       | Hamp                             |                   |
| 1975   | A nagy Waldo Pepper                       | The Great Waldo Pepper                  | Newt                             | Szersén Gyula     |
| 1975   | A szél és az oroszlán                     | The Wind and the Lion                   | Samuel Gummere                   | Forgács Gábor     |
| 1975   | Mosolyogj!                                | Smile                                   | Wilson                           |                   |
| 1975   | Lucky Lady                                | Lucky Lady                              | Mosely százados                  | Juhász Jácint     |
| 1976   | Shunkawakan visszatér                     | The Return of a Man Called Horse        | Zenas                            | Vári Attila       |
| 1978   | Amikor minden nap július 4-e volt         | When Every Day Was the Fourth of July   | Albert Cavanaugh, a 'Hóember'    | Buss Gyula        |
| 1978   |                                           | Shoot the Sun Down                      | skalpvadász                      |                   |
| 1978   | Ezüstnyereg                               | Sella d'argento                         | Kétszer támadó kígyó             | Vass Gábor        |
| 1978   | Mindenáron vesztes                        | Every Which Way but Loose               | Orville Boggs                    | Forgács Gábor     |
| 1978   | Mindenáron vesztes                        | Every Which Way but Loose               | Orville Boggs                    | Tarján Péter      |
| 1979   |                                           | Tilt                                    | kamionsofőr                      |                   |
| 1979   |                                           | Human Experiments                       | Dr. Hans R. Kline                |                   |
| 1980   | Tom Horn                                  | Tom Horn                                | Walter Stoll                     |                   |
| 1980   | Bronco Billy                              | Bronco Billy                            | John Arlington                   | Koroknay Géza     |
| 1980   | A mennyország kapuja                      | Heaven's Gate                           | Trapper Fred                     | Mihályi Győző     |
| 1980   | Bármi áron                                | Any Which Way You Can                   | Orville Boggs                    | Forgács Gábor     |
| 1982   | A gyilkos bábu                            | I, the Jury                             | Joe Butler                       | Kristóf Tibor     |
| 1982   | Az árnylovas                              | The Shadow Riders                       | Cooper Ashbury polgármester      |                   |
| 1983   | Éjféli leszámolás                         | 10 to Midnight                          | Dave Dante                       | Kránitz Lajos     |
| 1983   | Éjféli leszámolás                         | 10 to Midnight                          | Dave Dante                       | Végh Péter        |
| 1984   | Az üstökös éjszakája                      | Night of the Comet                      | Carter                           | Seder Gábor       |
| 1985   | Eszelős vadnyugat                         | Lust in the Dust                        | Keményfejű Williams              | Szersén Gyula     |
| 1985   |                                           | Stitches                                | Ralph Rizzo                      |                   |
| 1988   |                                           | Time Out                                | Mr. Steve Smith                  |                   |
| 1988   | Tréfás halál                              | Out of the Dark                         | Dennis                           | Melis Gábor       |
| 1989   | Fletch 2. – Szenzációs ajánlat            | Fletch Lives                            | KKK vezér                        | Beregi Péter      |
| 1989   | Fletch 2. – Szenzációs ajánlat            | Fletch Lives                            | KKK vezér                        | Beratin Gábor     |
| 1989   | Rózsaszín Cadillac                        | Pink Cadillac                           | Ricky Z                          | Incze József      |
| 1989   | Tango és Cash                             | Tango & Cash                            | Schroeder százados               | Végvári Tamás     |
| 1990   |                                           | Disturbed                               | Michael Kahn                     |                   |
| 1991   | Dupla dinamit                             | Double Impact                           | Frank Avery                      | Sinkó László      |
| 1991   | Dupla dinamit                             | Double Impact                           | Frank Avery                      | Rosta Sándor      |
| 1992   | A fűnyíró ember                           | The Lawnmower Man                       | Terry McKeen                     | Szersén Gyula     |
| 1992   | Kóbor szellem palackot keres              | Wishman                                 | Hitchcock, a dzsinn              | Józsa Imre        |
| 1993   | A bérgyilkosnő                            | Point of No Return                      | patikus                          | Horányi László    |
| 1993   | Sivatagi lavina                           | Joshua Tree                             | Cepeda seriff                    | Pataky Imre       |
| 1993   | Az arc nélküli ember                      | The Man Without a Face                  | Wayne Stark rendőrfőnök          | Horváth Sándor    |
| 1993   | Csak az erős győzhet                      | Only the Strong                         | Kerrigan iskolaigazgató          | Juhász Jácint     |
| 1994   | Fehér Agyar 2. – A fehér farkas mítosza   | White Fang 2: Myth of the White Wolf    | Heath (hangja)                   |                   |
| 1994   | Béka-suli                                 | National Lampoon's Last Resort          | Rex Carver                       | Balázs Péter      |
| 1994   | Maverick                                  | Maverick                                | Eugene, bankár                   | Uri István        |
| 1994   | Sárkánykapu                               | The Dragon Gate                         | Shin'ichi                        |                   |
| 1996   | Hirtelen pokol                            | An Occasional Hell                      | Draper Jewett                    | Galgóczi Imre     |
| 1997   | Fej vagy írás                             | American Perfekt                        | Willy                            | Uri István        |
| 1997   | Éjfél a jó és rossz kertjében             | Midnight in the Garden of Good and Evil | Luther Driggers                  | Dobránszky Zoltán |
| 1999   | Kanbuli                                   | Five Aces                               | Sloan                            | Izsóf Vilmos      |
| 2000   | Hullahegyek, fenegyerek                   | The Way of the Gun                      | Abner Mercer                     | Dobránszky Zoltán |
| 2000   | A próféta-játék                           | The Prophet's Game                      | vendég                           |                   |
| 2001   | Trópusi bosszú                            | Sunstorm                                | Browner                          | Pálfai Péter      |
| 2002   |                                           | A Light in the Darkness                 | Stanley Melnick                  |                   |
| 2002   | Az új fiú                                 | The New Guy                             | Zaylor iskolaigazgató            | Fazekas István    |
| 2003   |                                           | Mind Games                              | Melvin Reeves                    |                   |
| 2004   | Blueberry – A fejvadász                   | Blueberry                               | Greg Sullivan                    | Dengyel Iván      |
| 2005   | Tévútmutató                               | Formosa                                 | Lucky Marshall                   |                   |
| 2005   | San Fernando völgye                       | Down in the Valley                      | Sheridan                         | Uri István        |
| 2005   | Az 1000 halott háza 2. – A sátán bosszúja | The Devil's Rejects                     | Roy Sullivan                     | Orosz István      |
| 2006   |                                           | Fingerprints                            | Keeler                           |                   |
| 2006   |                                           | Wicked Little Things                    | Harold                           |                   |
| 2007   |                                           | Cold Ones                               | Felton Jones                     |                   |
| 2007   | Szívatós szívesség                        | Moving McAllister                       | bolond öreg Martin               |                   |
| 2008   |                                           | I Am Somebody: No Chance in Hell        | Lewis                            |                   |
| 2008   | Karácsonyi fények                         | Thomas Kinkade's Christmas Cottage      | Butch                            | Cs. Németh Lajos  |
| 2009   |                                           | The Butcher                             | Naylor                           |                   |
| 2010   |                                           | Pickin' & Grinnin'                      | Cletus                           |                   |
| 2010   | Miss Senki                                | Miss Nobody                             | Mr. Ketchum                      | Izsóf Vilmos      |
| 2012   |                                           | Mommy's Little Monster                  | Stanley Melnick                  |                   |
| 2016   |                                           | Retreat                                 | Sullivan                         |                   |
| 2017   |                                           | High and Outside                        | Len Harding                      |                   |

### Televízió

#### Tévéfilm
| Év   | Magyar cím              | Eredeti cím                       | Szerep            | Magyar hang    |
| ---- | ----------------------- | --------------------------------- | ----------------- | -------------- |
| 1979 |                         | The Jericho Mile                  | Dr. Bill Janowski |                |
| 1983 |                         | Return of the Man from U.N.C.L.E. | Janus             |                |
| 1986 | Dallas: Ahogy kezdődött | Dallas: The Early Years           | Ed Porter         | Szersén Gyula  |
| 1988 | Pancho Barnes           | Pancho Barnes                     | Ben Catlin        | Szersén Gyula  |
| 1990 |                         | Gunsmoke: The Last Apache         | Bodine            |                |
| 1994 | A nagy hazárdőr         | Gambler V: Playing for Keeps      | Lynch             | Ujlaki Dénes   |
| 1995 | Halálvonal              | When the Dark Man Calls           | John "Parmenter"  | Papp János     |
| 2003 | A festett ház           | A Painted House                   | Mr. Spruill       |                |
| 2004 | A lélek dala            | Plainsong                         | Raymond McPheron  |                |
| 2005 | A múmia átka            | The Fallen Ones                   | Gus               | Barbinek Péter |
| 2006 | Acélos szívek           | Wild Hearts                       | Hank              |                |

#### Sorozat
| Év        | Magyar cím                       | Eredeti cím                  | Szerep                                          | Megjegyzések                                                                            |
| --------- | -------------------------------- | ---------------------------- | ----------------------------------------------- | --------------------------------------------------------------------------------------- |
| 1971–1972 |                                  | Mannix                       | Ernest / gyilkos                                | 2 epizód                                                                                |
| 1972      |                                  | Cannon                       | James Bancroft / George                         | 2 epizód                                                                                |
| 1972      | Mission Impossible               | Mission Impossible           | Lusk                                            | 1 epizód                                                                                |
| 1973–1980 |                                  | Barnaby Jones                | Otis Dale seriff / Earl / Waldon "Wally" Gannus | 3 epizód                                                                                |
| 1975      | San Francisco utcáin             | The Streets of San Francisco | Harris                                          | 1 epizód                                                                                |
| 1975      | Starsky és Hutch                 | Starsky & Hutch              | Allen "Monk" Philos                             | 1 epizód                                                                                |
| 1976–1983 | A farm, ahol élünk               | Little House on the Prairie  | Sam Galendar / Cole Younger                     | 2 epizód                                                                                |
| 1977      | Hawaii Five-O                    | Hawaii Five-O                | Nolan parancsnok                                | 1 epizód                                                                                |
| 1977–1980 |                                  | Lou Grant                    | seriff / Jim Lawrence                           | 2 epizód                                                                                |
| 1978      | Egy úr az űrből                  | Mork & Mindy                 | Tilwick seriffhelyettes                         | 1 epizód                                                                                |
| 1979      | A gonosz háza                    | Salem's Lot                  | Mike Ryerson                                    | - minisorozat (2 epizód) - magyar hangja: - Cs. Németh Lajos                            |
| 1980–1981 |                                  | Flo                          | Earl Tucker                                     | 29 epizód                                                                               |
| 1984      | Út a mennyországba               | Highway to Heaven            | Honest Eddie                                    | 1 epizód                                                                                |
| 1984–1986 | Magnum                           | Magnum, P.I.                 | Lloyd DeWitt / Donald Gilbert / Gus Zimmer      | - 2 epizód - magyar hangja: - Salinger Gábor (DeWitt) - Rajhona Ádám (Gilbert / Zimmer) |
| 1985      | A szupercsapat                   | The A-Team                   | Mack Stoddard ezredes                           | 1 epizód                                                                                |
| 1986      | MacGyver                         | MacGyver                     | David Crane                                     | 1 epizód                                                                                |
| 1987      | Öreglányok                       | The Golden Girls             | Chuck                                           | 1 epizód                                                                                |
| 1994      | Walker, a texasi kopó            | Walker, Texas Ranger         | Beau Langley seriff                             | - 1 epizód - magyar hangja: - Dobránszky Zoltán                                         |
| 1997      | Önkéntes lovasság                | Rough Riders                 | Eli                                             | minisorozat (2 epizód)                                                                  |
| 1999      | X-akták                          | The X-Files                  | Alfred Fellig                                   | 1 epizód (Tithonus)                                                                     |
| 2003      | Dawson és a haverok              | Dawson's Creek               | Bill bácsi                                      | 1 epizód                                                                                |
| 2004      | Esküdt ellenségek: Bűnös szándék | Law & Order: Criminal Intent | Butch                                           | 1 epizód                                                                                |
| 2005      | Kövér színésznő                  | Fat Actress                  | Robert, Kirstie apja                            | - 1 epizód - magyar hangja: - Forgács Gábor                                             |
| 2006      | Gyilkos elmék                    | Criminal Minds               | halottkém                                       | 1 epizód                                                                                |
| 2007      | Doktor House                     | House, M.D.                  | idős rákbeteg férfi                             | 1 epizód                                                                                |

## Fordítás
- Ez a szócikk részben vagy egészben  a   Geoffrey Lewis (actor) című angol Wikipédia-szócikk ezen változatának fordításán alapul.  Az eredeti cikk szerkesztőit annak laptörténete sorolja fel. Ez a jelzés csupán a megfogalmazás eredetét és a szerzői jogokat jelzi, nem szolgál a cikkben szereplő információk forrásmegjelöléseként.